# Vétheuil
Vétheuil é uma comuna francesa na região administrativa da Ilha de França, no departamento do Vale do Oise. Estende-se por uma área de 4.30 km². Em 2010 a comuna tinha 890 habitantes (densidade: 207 hab./km²).